# Сосновая улица (Зеленогорск)
Сосно́вая у́лица — улица в городе Зеленогорске Курортного района Санкт-Петербурга. Проходит от Комсомольской улицы до Разъезжей улицы.
Название появилось в послевоенное время. На геодезической карте второй половины 1980-х годов конечный 130-метровый участок, примыкающий к Разъезжей улице, носит название Сосновый переулок, при этом существующий сейчас Сосновый переулок там безымянный. Такое же положение встречается и на современных картах (например, на «Яндекс. Картах» до 2014 года).
Дом № 7, числившийся по Сосновой улице, был построен до 1917 года. Его признали аварийным, расселили и снесли в период с 2010 по 2013 год. В настоящее время на его месте возводится жилой дом.